# Уэст-Конкорд (город, Миннесота)
Уэст-Конкорд (англ. West Concord) — город в округе Додж, штат Миннесота, США. На площади 2,8 км² (2,8 км² — суша, водоёмов нет), согласно переписи 2002 года, проживают 836 человек. Плотность населения составляет 302,7 чел./км².
- Телефонный код города — 507
- Почтовый индекс — 55985
- FIPS-код города — 27-69304[1]
- GNIS-идентификатор — 0653947[2]